# AGRIBUDDY
AGRIBUDDY(アグリバディ）。2015年1月設立。農業支援アプリ「AGRIBUDDY」の運営する企業。本社は香港。

## 沿革
- AGRIBUDDY Ltd. を設立(2015/1)
- 孫泰蔵が率いるMistletoe社、本田圭佑、CAMPFIREの家入一真らを引き受け先とする第三者割当増資を実施し、総額280万米ドルの資金調達(2018/10)

## 主要人物
北浦健伍(創業者、CEO)。本田圭佑はブランドアンバサダーに就任(2018/10)
本田圭佑はカンボジアへ行った際AGRIBUDDYを訪問。その様子を自身のYouTubeチャンネルで報告している。[3]

## 受賞
- Nikkei FinTech Conference、優勝(2016)
- 未来2017 IT融合部門賞、SMFG賞(2017)
- 新経済サミット(NEST) NEST STARTUP CHALLENGE 優勝(2017)
- ASEAN RICW BOWL AWARDS  Best Foodtech / Agritech startup 優勝(2019)